# Central Lowlands

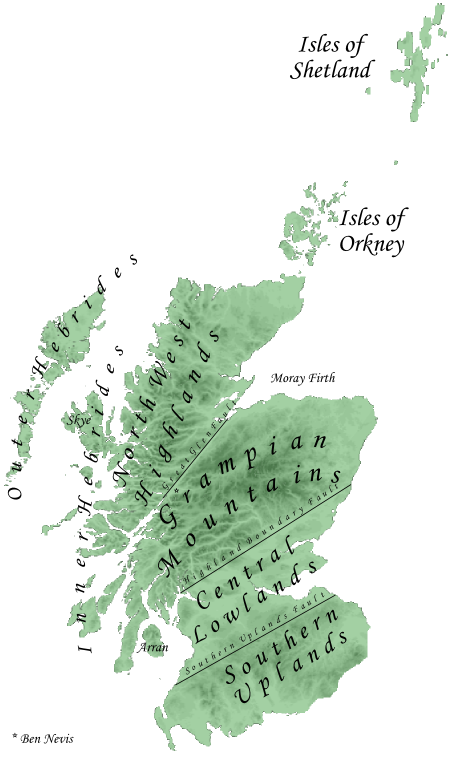
Principale divisions géographiques de l'Écosse.

Les Central Lowlands ou Midland Valley constituent une zone géographique de terres d'altitude relativement basse au sud de l'Écosse. Elle est située entre la ligne de faille des Highlands au nord et la ligne de faille des Uplands au sud. Les Central Lowlands sont une des trois principales subdivisions de l'Écosse, avec les Highlands and Islands au nord et à l'ouest et les Southern Uplands, au sud.

## Géologie et géomorphologie

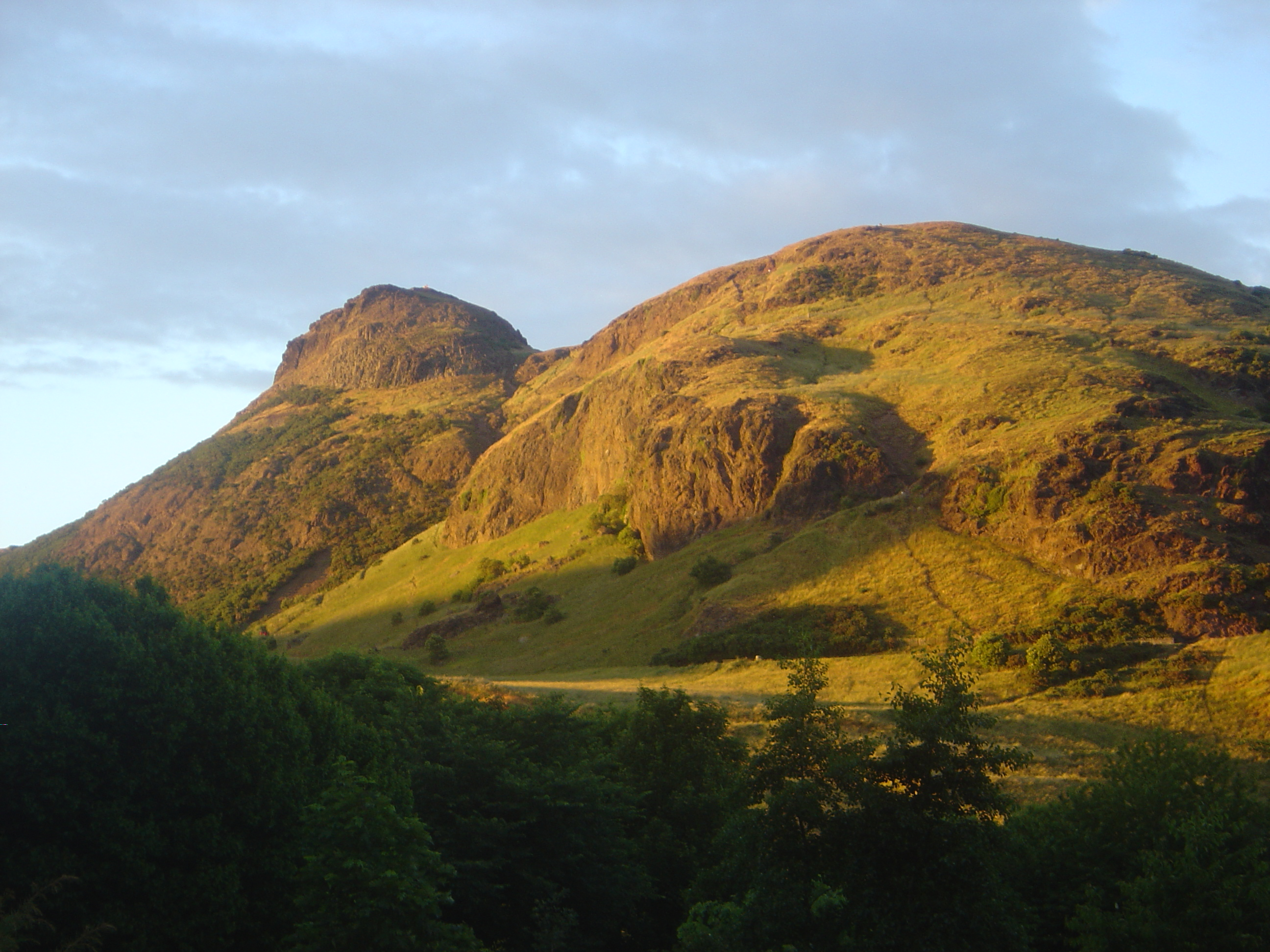
Arthur's Seat à Édimbourg.

Les Central Lowlands constituent à la fois un seuil entre les Highlands au nord (monts Grampians) et les Southern Uplands au sud et un isthme entre le la mer du Nord à l'est (Firth of Forth) et la mer d'Irlande à l'ouest (Firth of Clyde).
La vallée des Central Lowlands est largement constituée de formations du paléozoïque. Plusieurs de ces sédiments ont une importance économique car c'est de là que provenait le charbon et le fer qui ont alimenté l'Écosse au moment de la révolution industrielle. Cette région a également eut une forte activité volcanique, dont l'Arthur's Seat, qui est en fait ce qu'il reste d'un volcan plus important actif durant le carbonifère il y a 300 millions d'années, constitue un témoignage. Comme le reste du pays; la région a été affectée par les glaciations du pléistocène.
La ligne de faille des Highlands, qui s'étend de Lochranza sur l'île d'Arran au sud et à l'ouest, en passant par l'île de Bute et Helensburgh, suit ensuite la frontière nord de Strathmore avant d'atteindre Stonehaven au nord-est. La ligne de faille est active durant l'orogenèse calédonienne, une collision entre des plaques tectoniques qui a lieu entre les périodes du milieu de l'Ordovicien au milieu du dévonien (il y a 520 à 400 millions d'années), durant la fermeture de l'océan Iapétus. La faille fait de la vallée de Midland un rift qui descend jusqu'à plus de 4 000 m.
La ligne de faille du sud des Uplands s'étire elle des Rhinns of Galloway à l'ouest vers Dunbar sur la côte est,.

## Démographie
Du fait de ses terres agricoles fertiles et de ses ressources en fer et en charbon, les Central Lowlands ont un intérêt économique particulier en Écosse, et sont un peu plus densément peuplés que le reste du pays. Les principales villes écossaises que sont Glasgow, Édimbourg, Stirling et Dundee se trouvent d'ailleurs toutes dans cette région, qui regroupe la moitié de la population du pays.